# Pardosa cluens
Pardosa cluens este o specie de păianjeni din genul Pardosa, familia Lycosidae, descrisă de Roewer, 1959.
Este endemică în Camerun. Conform Catalogue of Life specia Pardosa cluens nu are subspecii cunoscute.